# Відкритий чемпіонат Швейцарії 1933
Відкритий чемпіонат Швейцарії 1933 — 18-й відкритий чемпіонат Швейцарії з хокею, чемпіоном став Грассгоппер Клуб Цюрих.

## Серія Схід

### Фінал
- «Санкт-Моріц» — «Давос» 1:3

## Серія Центр
| М  | Команда                | І | В | Н | П | Ш   | О |
| -- | ---------------------- | - | - | - | - | --- | - |
| 1. | Грассгоппер Клуб Цюрих | 2 | 2 | 0 | 0 | 7:1 | 4 |
| 2. | «Академікер Цюрих»     | 2 | 1 | 0 | 1 | 2:6 | 2 |
| 3. | Цюрих СК               | 2 | 0 | 0 | 2 | 2:4 | 0 |

- Грассгоппер Клуб Цюрих — «Академікер Цюрих» 5:0
- «Академікер Цюрих» — Цюрих СК 2:1
- Грассгоппер Клуб Цюрих — Цюрих СК 2:1

## Серія Захід

### Півфінали
- Ліцей Жаккар — «Стар Лозанна» 2:0
- «Шато де-Окс» — «Розей» (Гштаад) 0:3

### Фінал
- «Розей» (Гштаад) — «Шато де-Окс» 7:3

## Фінальний раунд
| М  | Команда                | І | В | Н | П | Ш    | О |
| -- | ---------------------- | - | - | - | - | ---- | - |
| 1. | Грассгоппер Клуб Цюрих | 2 | 2 | 0 | 0 | 10:1 | 4 |
| 2. | «Давос»                | 2 | 1 | 0 | 1 | 17:8 | 2 |
| 3. | «Розей» (Гштаад)       | 2 | 0 | 0 | 2 | 0:18 | 0 |

- «Розей» (Гштаад) — Грассгоппер Клуб Цюрих 0:2
- Грассгоппер Клуб Цюрих — «Давос» 8:1
- «Розей» (Гштаад) — «Давос» 0:16